# フォード・オーストラリア

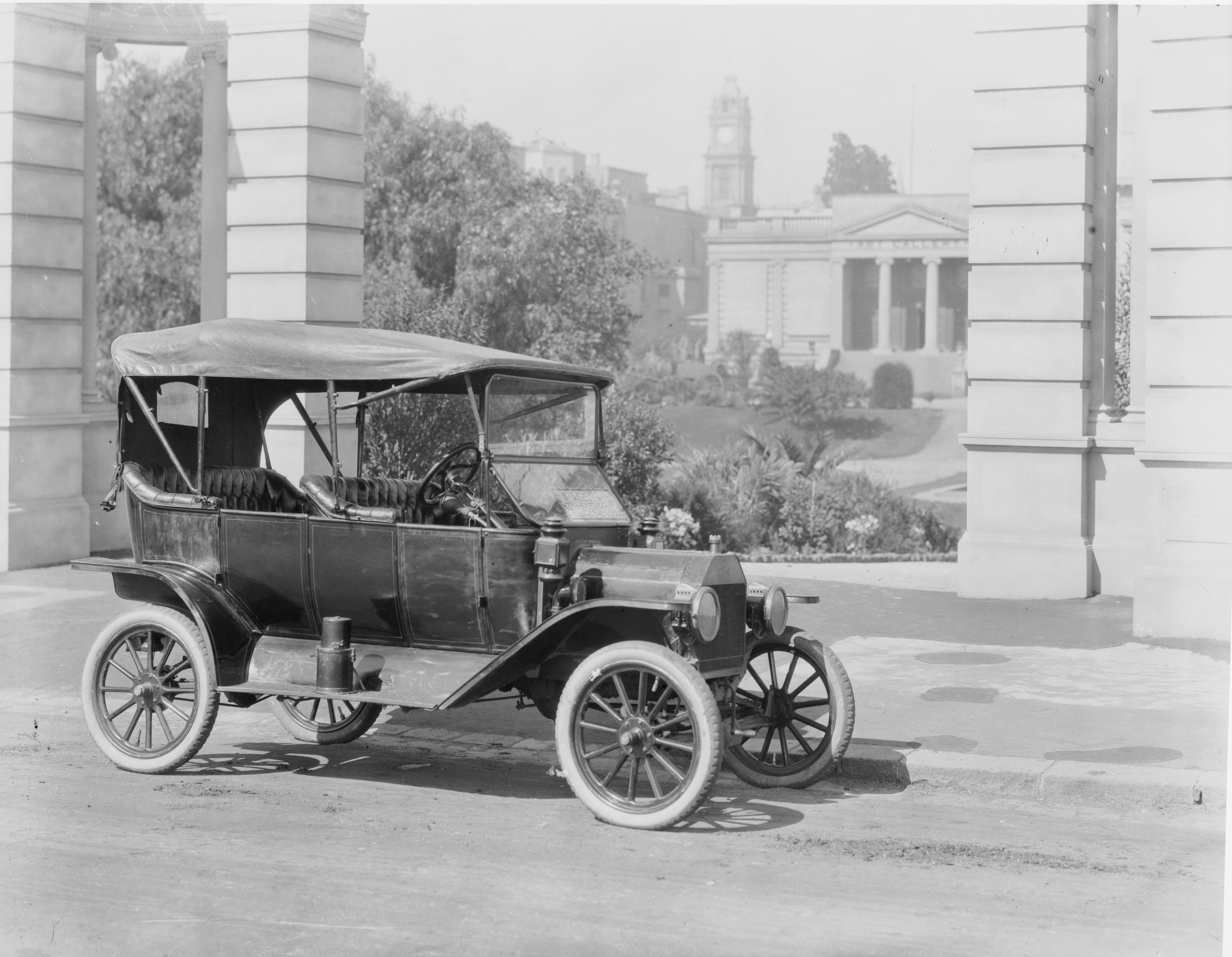
1925年ジーロング図書館前に停車しているモデルT

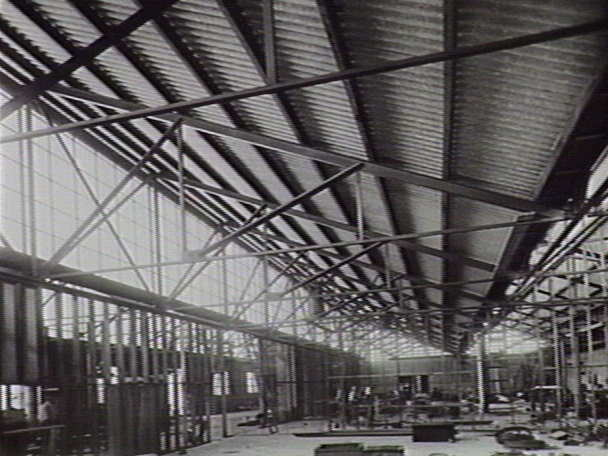
1926年建設中のジーロング工場

フォード・オーストラリア（英: Ford Motor Company of Australia Limited）は、アメリカ合衆国の自動車メーカー「フォード・モーター」傘下のオーストラリア法人。

## 概要
1925年、ビクトリア州ジーロングにフォード・カナダの支店として設立されたのが始まりである。当時のフォード・カナダは本家の米国フォードとは別会社であったが、ヘンリー・フォードはカナダの投資家にイギリスを除くイギリス帝国の国々でフォード車を生産する権利を許可していた。
最初の製品はフォード・カナダからキットで供給されたモデルTのCKD（コンプリート・ノックダウン生産車)であった。その後はイギリス・フォードから調達したパイロット、ゼファー、コンサル、ゾディアックやフォード・カナダのV8エンジンなどの組み立て、1960年～70年にかけては米国フォードのファルコンをオーストラリアの過酷な道路に対応できるように改良したものを生産していたが、1972年のXAモデルから開発・デザインとも完全にオーストラリア独自になった。また2004年にEA169 BAファルコンをベースに開発されたSUVテリトリーもオーストラリア独自モデルとなっている。
2013年5月23日、フォード・オーストラリアは2016年10月をもってジーロングとブロウドメドウスの工場を閉鎖すると発表した。
2016年10月7日、予定通りこの日をもってジーロングとブロウドメドウス工場を閉鎖し、91年間続いたオーストラリアでの自動車生産に幕を閉じた。ブロウドメドウス工場は1959年8月20日の操業開始以来、4,356,628台のフォード車を生産した。
2016年10月15日、ブロウドメドウス工場で最後に生産された3台のファルコンとテリトリー1台がアバロン空港で開催されたイベント'Ford Fan Day'で、オークション形式によって販売された(本当の最終生産車であるファルコンは、未登録のままフォード・オーストラリアのヘリテージコレクションに入った)。

## 歴史

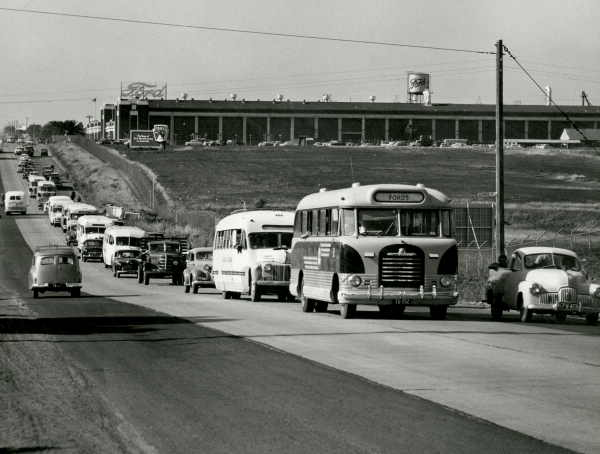
1957年のジーロング工場前

1925年3月31日フォードは、オーストラリア本社をビクトリア州ジーロングに置くことを発表した。1925年6月ジーロングの使用されていなかったウールストアに、急ごしらえされた生産ラインからラインオフしたモデルTが、オーストラリアで最初に組み立てられたフォード車となった。翌1926年にはブリスベンとアデレードにも組み立て工場を開設。1928年には生産車がモデルAに切り替えられ、32年にはフォード・V-8へと続いた。
1934年フォード・オーストラリアは後にオーストラリアを代表することとなるute(ユート)を考案する。このuteの発案者はフォードのエンジニアだったen:Lewis Bandt。当時は不況であり、銀行はファーマー(農場経営者)達に贅沢品は不要だと乗用車を買うための貸し付けは渋ったが、農作業に使う作業車になら貸し付けをしたものだった。uteは普段は作業車として活躍し、日曜日には妻を教会に乗せていくことができ、さらに月曜日には市場に買出しも行けるという、まさにファーマー達に打ってつけの車であった。
- 1936年 - ニューサウスウェールズ州・シドニー郊外のホームブッシュに組み立て工場を開設。

1950年代フォード・オーストラリアは、イギリス・フォードと同じゼファー、コンサル、ゾディアックなどを現地生産しており、これらのモデルは概ね好評であったが、輸入部品による高い関税が影響して車両価格面でライバルであるホールデン車の人気におされ、売り上げが悪化していた。
それ故フォード・オーストラリアは、ホールデン車に対抗できる現地生産車を立ち上げることを決定した。
当初イギリス・フォードから高額の型鋳造を購入してゼファーの組み立てが検討されていたが、1958年にデトロイトのフォード本社を訪れた幹部らは、北米デビューが準備されていたファルコン(北米)をみて、ライバルのホールデン車(FBシリーズ)とほぼ同じサイズでありながら、より低く、ワイドでモダンであり、ワイドボディーはベンチシート6人乗りが可能で、さらに2速オートマチックも用意されており、即座にこれは新しいプロジェクトに最適なモデルだと判断され、このファルコンが新たなオーストラリア車として生産されることが決定された。1956年にフォード・オーストラリアはメルボルンの北、ブロウドメドウスに広大な土地を購入しており、1959年ここにファルコンを製造するための新工場を建設。工場はカナダで設計された所以か、その屋根は雪が溜まらない様な形状をしていたが、通常この地域に雪が降る事はない。1959年8月に操業を開始し、第二次世界大戦後同州最大の製造工場となった。同年には45,022台を組み立て、その内訳は、7種のトラクター、18種の乗用車(イギリス・フォードの小型車アングリアからアメリカのフェアレーン・ワゴンまで)で計41種と世界でも有数の多様なモデルを組み立てる工場であった。1960年6月28日には最初のファルコンがこの新工場からラインオフした。そして1961年7月にメルボルン新工場が本社になることが発表された。
- 1967年 - オーストラリア製のフォード車が累計100万台に達する。
- 1972年 - 完全にオーストラリア設計のXAファルコン登場。
- 1981年 - レーザーの生産開始。
- 1982年 - ファルコンがオーストラリアの乗用車売り上げチャートで初めてトップに立つ。
- 1983年 - ジーロング・エンジン組み立て工場開設。
- 1988年 - カプリ・コンバーチブルの生産開始。1990年には左ハンドル仕様車がアメリカに輸出される。
- 1996年 - 77,835台のファルコンを販売。
- 2004年4月 - BAファルコンをベースとするSUV車テリトリーを発表。
- 2006年 - 20%の生産量削減につき、ジーロング、ブロウドメドウスの2工場で合わせて650人の雇用削減。
- 2008年 - 450人の雇用削減。
- 2009年 - 操業50周年の記念イベントをブロウドメドウス工場で開催。
- 2010年 - 240人の雇用削減。
  - 3月24日 - 社長Marin Burelaは顧客などからの根強い要望で、先代型のまま継続生産されていたファルコン・ワゴンの廃止を発表。同年7月1日から施行される新しい排ガス規制に合わせて改良するほどの価値はないとし、6月いっぱいで生産を打ち切り、後継車には欧州フォードから輸入されるモンデオ・ワゴンで対応する構え。なお月に約200台を生産していたブロウドメドウスのワゴン生産ラインは、ファルコン・セダン、ユート、テリトリーの増産に充てられる。
- 2010年7月 - ファルコン誕生50周年を記念するモデル「50th Anniversary 」をセダンに4種、ユートに2種設定した。
- 2011年 - ファルコンの販売が20,000台以下に激減。
- 2012年
  - 1月 - 連邦政府はフォードに2016年まで生産を続けるよう、34億オーストラリア・ドルの新たな財源を計上。
  - 440人の雇用削減。
- 2013年5月23日 - 2016年10月をもって91年間続くオーストラリアでの自動車生産に幕を閉じることを決定した。2012年度の年次会計報告書によると141億オーストラリア・ドルの損失を計上しており、2011年度も290億オーストラリア・ドルの損失を計上、過去5年間で600億オーストラリア・ドル以上の損失があり、ブロードメドウズ工場の生産コストは同社のアジア工場に比べて約4倍、ヨーロッパの工場と比べても2倍のコストが掛かっていることに加え、ファルコンをはじめとする大型セダンの売り上げが大幅に落ちていることを理由に閉鎖が決定され、それによって1200人の従業員が仕事を失うこととなる。
- 2014年7月 - ファルコンの最終モデルとなるFGX型を発表。
- 2016年10月7日 - ジーロングとブロウドメドウス工場を予定通り閉鎖。オーストラリアでの自動車生産から撤退した。
- 2016年10月15日 - ブロウドメドウス工場で最後に生産された3台のファルコンとテリトリー1台がアバロン空港で開催されたイベント'Ford Fan Day'で、オークション形式によって販売された。このイベントにはフォード・オーストラリア社長兼CEOであるGraeme Wickmanも参加。最初にオークションにかけられたのは、走行3300kmのファルコン XR6 Turbo ute　(Berra 4.0L 直6ターボエンジン+マニュアルトランスミッション)で、車両本体希望小売価格は$39,810であるが、入札開始額は$55,000で、すぐに金額が跳ね上がり、Sunbury Ford(フォード販売店)のオーナーであるJohn Bradbury氏が$81,500で落札。続いてテリトリー Titanium AWD TDCiが、小売価格より$11,500高い$68,500で落札。次にウィンター・ホワイトのファルコン XR6 Sprintがぐんぐんと価格を上げて、小売価格$54,990の倍以上である$122,000でuteと同じJohn Bradbury氏が落札。最後に最終日10月7日に生産されたダークブルーのファルコン XR6がこちらも小売価格の倍以上である$81,000でビクトリア州ボローニアのMark Jeffs氏が落札。売り上げの総額である$353,300は全て寄付に当てられた。